# 6 Warszawski Pułk Pontonowy
6 Warszawski Pułk Pontonowy (6 ppont) – oddział Wojsk Inżynieryjnych Sił Zbrojnych PRL.

## Historia pułku
Rozkazem MON nr 25 z dnia 30 września 1967 r. 8 pułk pontonowy z siedzibą w Głogowie przemianowany został na 6 Warszawski pułk pontonowy. Pułk zajmował budynki przy ulicy Świerczewskiego 9, obiekt „Nosowice” odległy ok. 3 km od koszar, obiekt „Serby” odległy ok. 5 km od koszar, obiekt „Odrzycko” odległy ok. 2 km od koszar oraz magazyn przy ulicy Głowackiego
.
W 1970 roku pułk otrzymał nowy sprzęt i na przełomie lutego i marca zakończył proces przezbrajania na nowy park pontonowy PP-64.
Od 16 marca 1971 r. w składzie pułku funkcjonowała szkoła podoficerska
W sierpniu 1977 roku 300 żołnierzy pułku przez dwa tygodnie brało udział w akcji przeciwpowodziowej na terenie województw: jeleniogórskiego, legnickiego, wrocławskiego i zielonogórskiego.
W następnych latach jednostka brała udział w akcjach przeciwpowodziowych i tak w 1978 r. na terenie woj. legnickiego, w 1979 r. na terenie woj. Ostrołęckiego i wałbrzyskiego, w 1982 r. na terenie woj. konińskiego, w 1986 r. na terenie woj. Legnickiego i zielonogórskiego.
Oprócz licznych udziałów w akcjach przeciwpowodziowych, pułk wykonywał inne zadania na rzecz ludności i instytucji cywilnych: budowa mostów w 1981 r. w Malczycach, w 1982 r. w Golczycach, w 1983 r. w Siedlisku, ponadto wybudowano szereg przystani i molo na jez. Sławskim oraz w Wojnowie i Lginiu.
Jednostka brała też udział w rozminowaniu kraju: udział w oczyszczaniu poligonu po b. Armii Radzieckiej w rejonie Przemkowa (lata 1992-1995), koszary i miejscowość Świętoszów (1992 r.), Ludwikowice Kłodzkie (1995 r.).
Pułk na wypadek mobilizacji rozwijał 45 batalion desantowo – przeprawowy.
Do najważniejszych ćwiczeń, w których brał udział pułk były: „Bóbr-74”, „Łoś-76”, „Luty-77”, „Szop-78”, „Ryś-79”, „Wilk-79”, „Drużba-80”, „Przyjaźń-83”, „Ziemia-86”, „Przyjaźń-87”.
W sierpniu 1995 roku na podstawie Zarządzenie Szefa Sztabu Generalnego WP Nr 06/Org. z dnia 13 stycznia 1995 r. oraz wykonawczego Zarządzenia Szefa Sztabu ŚOW Nr 011/Org. z dnia 1 marca 1995 r. 6 pułk pontonowy został przeformowany na 6 pułk drogowo-mostowy.

## Struktura pułku
- Dowództwo i sztab
- 1 batalion pontonowy
  - 1 kompania pontonowa
  - 2 kompania pontonowa
  - pluton dowodzenia
  - pluton gospodarczy
  - pluton naprawy samochodów
  - pluton medyczny
- 2 batalion pontonowy
  - 3 kompania pontonowa
  - 4 kompania pontonowa
  - pluton dowodzenia
  - pluton gospodarczy
  - pluton naprawy samochodów
  - pluton medyczny
- 3 batalion pontonowy
  - 5 kompania pontonowa
  - 6 kompania pontonowa
  - pluton dowodzenia
  - pluton gospodarczy
  - pluton naprawy samochodów
  - pluton medyczny
- batalion budowy mostów
  - kompania saperów
  - kompania budowy podpór
  - kompania przygotowania elementów
  - kompania parkowa
  - pluton dowodzenia
  - pluton naprawy sprzętu inżynieryjnego i samochodowego
  - pluton transportowo-gospodarczy
  - pluton medyczny
- kompania desantowo-przeprawowa
- kompania dowodzenia
- kompania remontowa
- kompania transportowo-gospodarcza
- pluton medyczny[3]

W 970 pułk przeformowano na nowy etat – 33/048.
- Dowództwo i sztab
- 1 batalion pontonowy
  - kompania dowodzenia i zaopatrzenia
  - 1.kompania pontonowa
  - 2.kompania pontonowa
- 2 batalion pontonowy
  - kompania dowodzenia i zaopatrzenia
  - 3.kompania pontonowa
  - 4.kompania pontonowa
- kompania mostowa
- kompania inżynieryjno-drogowa
- kompania dowodzenia
- kompania remontowa
- kompania zaopatrzenia
- kompania medyczna
- kompania desantowo-przeprawowa[4]

## Kadra zawodowa
Dowódcy pułku:
- mjr Zdzisław Barszczewski (1967 – 1970)
- cz. p.o. ppłk Mieczysław Mirowski (1970 – 1971)
- płk Zygmunt Migała (1971 – 1973)
- płk Józef Soja (1973 – 1976)
- płk Jan Polakowski (1976 – 1978)
- płk Józef Bednarz (1978 – 1984)
- płk Henryk Żaba (1984 – 1986)
- płk Mieczysław Buczak (1986 – 1990)
- płk Marian Dąbrowski (1990 – 1992)
- płk Ryszard Gruszka (1992 – 1995)[5]

## Sztandar
12 października 1968 roku z inicjatywy społeczeństwa Ziemi Głogowskiej został ufundowany i wręczony sztandar. Sztandar w imieniu Rady Państwa wręczył Szef Wojsk Inżynieryjnych ŚOW płk Telesfor Kuczko.